# El Carracillo
| Cuéllar Chañe Remondo Fresneda Sanchonuño Narros Samboal Arroyo Gomezserracín Chatún Campo Pinarejos Navalmanzano San Martín Mudrián |

Mapa de El Carracillo. Cuéllar no forma parte de la comarca, pero son parte de su municipio las localidades de Arroyo de Cuéllar, Campo de Cuéllar y Chatún, que sí son carracillanas.
El Carracillo es una comarca natural de la provincia de Segovia, en la comunidad autónoma de Castilla y León, España. Inmersa en la llanura de la Tierra de Pinares castellana, se encuentra encuadrada entre los ríos Cega (al norte) y Pirón (al sur). 
Está caracterizada por la alta producción de hortalizas dentro de los términos municipales de las localidades consideradas dentro de ella, que representa más de un 60% del total de la cosecha hortofrutícola de la provincia de Segovia.

## Historia
El término de Carracillo, derivado del de Carracielo parece que viene a significar camino del cielo.
Las primeras menciones históricas del término Carracillo proceden de la Edad Media, y están relacionadas con los municipios de Vallelado y Samboal. En referencia a este último, su iglesia parroquial aún hoy es conocida como El Carracielo del Pinar, y perteneció al priorato de San Boal, uno de los más importantes gobernados por los monjes de San Isidro de Dueñas.
En los inicios del siglo XX, se inició en la comarca el cultivo de achicoria, aprovechando así el carácter arenoso de las tierras pinariegas. En los años 1960 el cultivo de achicoria entró en declive, siendo progresivamente reemplazado por el de hortaliza, lo que ha convertido en la actualidad a El Carracillo en un referente dentro de la horticultura española.

## Geografía
Por tratarse de una comarca natural, no está registrada legalmente como tal, y por ello sus límites naturales no están definidos, aunque las poblaciones que parecen comprenderla comparten rasgos comunes, diferenciadores, que las distinguen del resto de localidades de la zona. No obstante, las localidades que se sienten integradas en ella son:
- Chañe.
- Cuéllar (que aunque no es parte de El Carracillo, incluye las localidades de Arroyo de Cuéllar, Campo de Cuéllar y Chatún, que sí son carracillanas).
- Gomezserracín.
- Narros de Cuéllar.
- Pinarejos.
- San Martín y Mudrián, con Mudrián y San Martín.
- Sanchonuño.

Sin embargo, también se señalan como pertenecientes a la comarca otras localidades como Samboal, Narros de Cuéllar, Fresneda de Cuéllar, Navalmanzano, Pinarejos, Remondo e incluso Vallelado teniendo en cuenta la relación histórica entre el término Carracillo y el municipio. Por ello, y a falta de consenso sobre los límites territoriales de la comarca, suelen señalarse como pertenecientes a ella los miembros de la Comunidad de Regantes de El Carracillo, una mancomunidad agraria que engloba las poblaciones de Arroyo de Cuéllar, Campo de Cuéllar, Chatún, Chañe, Fresneda de Cuéllar, Gomezserracín, Narros de Cuéllar, Remondo y Sanchonuño.
Sus habitantes son conocidos como carracillanos, por lo que es un gentilicio aplicado a gente de varias localidades y por lo tanto, de distinta procedencia.